# Прасугрель
Прасугрель (англ. Prasugrel, лат. Prasugrelum) — синтетичний препарат, який є похідним тієнопіридинів та належить до групи антиагрегантів. Прасугрель застосовується виключно перорально. Прасугрель уперше синтезований у Японії в лабораторії компанії «Daiichi Sankyo», та вироблявся на заводі компанії «Ube». У США прасугрель вироблявся та розповсюджувався японськими компаніями у співпраці з фірмою «Eli Lilly». У Європейському Союзі прасугрель зареєстрований у лютому 2009 року а у США в липні 2009 року.

## Фармакологічні властивості
Прасугрель (САГРАДА®) — синтетичний препарат, що є похідним тієнопіридину та належить до групи антиагрегантів. Механізм дії препарату полягає у блокуванні Р2Y12-рецепторів тромбоцитів, що призводить до інгібування дії на них АДФ, та знижує зв'язування фібриногену з глікопротеїнами ІІв/ІІІа, наслідком чого є гальмування І та ІІ фази агрегації тромбоцитів. Прасугрель, як і інший представник цього класу препаратів — клопідогрель, є проліками, і для його активації необхідно його перетворення в активний метаболіт у травній системі. Як і інші представники класу тієнопіридинів, прасугрель є незворотнім інгібітором Р2Y12-рецепторів. У проведених клінічних дослідженнях прасугрель має більший антиагрегантний ефект у порівнянні з клопідогрелем, та швидший початок антиагрегантної дії у хворих, які готуються для проведення крізьшкірної транслюмінальної коронарної ангіопластики, та рівнозначну ефективність у порівнянні з тикагрелором. Ефективність препарату не залежить від одночасного застосування хворими інгібіторів рецепторів глікопротеїну IIb/IIIa (до яких відносяться абциксимаб, ептифібатид, тирофібан), та не збільшує ризик кровотеч, хоча й також не завжди забезбечує досить швидкого інгібування тромбоцитів, яке переважно виходить на потрібний рівень за 4 години після прийому препарату. Щоправда, ефективність прасугреля є нижчою у хворих із перенесеним інсультом, у хворих віком більше 75 років та у хворих із масою тіла меншою 60 кілограм, і в цих хворих є вищий ризик побічних ефектів препарату, в тому числі важких кровотеч.

### Фармакокінетика
Прасугрель швидко та добре всмоктується після перорального застосування та швидко перетворюється у активний метаболіт, біодоступність препарату становить 79 %, після прийому жирної їжі біодоступність препарату знижується. Максимальна концентрація прасугрелю в крові досягається протягом 30 хвилин. Препарат майже повністю (на 98 %) зв'язується з білками плазми крові. Прасугрель частково проникає у еритроцити. Метаболізується препарат у печінці з утворенням 2 неактивних метаболітів. Виводиться препарат із організму переважно нирками (68 %), решта препарату виводиться з калом (27 %). Середня тривалість періоду напіввиведення препарату становить 7,4 години (варіює від 2 до 15 годин). Збільшення часу напіввиведення препарату спостерігається при печінковій недостатності, незначне збільшення періоду напіввиведення препарату спостерігається також при нирковій недостатності.

## Показання до застосування
Прасугрель застосовується переважно у комбінації з ацетилсаліциловою кислотою призначається для запобігання або зменшення ризику тромбозу коронарних судин у пацієнтів з гострим коронарним синдромом (нестабільна стенокардія, інфаркт міокарду як без підйому сегмента ST, так із з підйомом сегмента ST), та при проведенні крізьшкірного коронарного втручання.

## Побічна дія
При застосуванні прасугрелю найчастішими побічними ефектами є: артеріальна гіпертензія (8 % випадків застосування) або гіпотензія (4 %), гіперхолестеринемія (7 %), головний біль (6 %), носова кровотеча (6 %) або інші кровотечі (зокрема, шлунково-кишкові кровотечі до 2 %), задишка (5 %), нудота (5 %), біль у спині (5 %) або в кінцівках (до 3 %), кашель (4 %), головокружіння (4 %), швидка втомлюваність (4 %), фібриляція передсердь, брадикардія, біль в грудній клітці, периферичні набряки, свербіж шкіри, гарячка, діарея, лейкопенія, анемія, алергічні реакції (у тому числі набряк Квінке). Характерним побічним ефектом прасугрелю, як і інших тієнопіридинів, є тромботична тромбоцитопенічна пурпура, щоправда, даний побічний ефект зустрічається рідко.

## Протипокази
Прасугрель протипоказаний при підвищеній чутливості до препарату, при гострих кровотечах, важкій печінковій недостатності, при наявності в анамнезі інсульту або транзиторного порушення мозкового кровообігу, при вагітності та годуванні грудьми.

## Форми випуску
Прасугрель випускається у вигляді таблеток по 0,005 та 0,01 г..